# Milha cúbica
A milha cúbica é uma unidade de volume equivalente ao volume de um cubo de uma milha de lado. Sua abreviatura é mi³ ou cu mi.

## Equivalências
1 milha cúbica equivale a:
- 254.358.061.056.000 polegadas cúbicas
- 147.197.952.000 pés cúbicos
- 5.451.776.000 jardas cúbicas

- 4.168.181.825.440,6 litros ou decímetros cúbicos
- 4.168.181.825,4406 quilolitros ou metros cúbicos
- 4.168.181,8254406 megalitros ou decâmetros cúbicos
- 4.168,1818254406 gigalitros ou hectômetros cúbicos
- 4,1681818254406 teralitros ou quilômetros cúbicos